# مادهوگیری
مادهوگیری (به انگلیسی: Madhugiri) یک زیستگاه انسانی در هند است که در ناحیه تومکور واقع شده‌است.

## خصوصیات
مادهوگیری ۲۶٬۳۵۱ نفر جمعیت دارد و ۷۸۷ متر بالاتر از سطح دریا واقع شده‌است.